# Energetický audit
Energetický audit je soubor činností, jehož výsledkem je dokument obsahující návrh doporučení pro snížení nákladů na energie ve vymezeném energetickém hospodářství.
Energetický audit lze zpracovat pro budovy, energetické hospodářství či jeho ucelenou část. Rozsah energetického auditu je stanoven prováděcím předpisem zákona č.406/2000 Sb. o hospodaření energií, dle vyhlášky č. 140/2021 Sb. (dříve dle vyhlášky č. 480/2012 Sb.) o energetickém auditu a energetickém posudku. Energetický audit obsahuje zejména, identifikační údaje, popis výchozího stavu, zhodnocení výchozího stavu, návrh opatření ke snížení spotřeby energie, ekonomické vyhodnocení a vyhodnocení z hlediska ochrany životního prostředí.

## Kdo smí provádět energetický audit
Energetický audit smí provádět pouze energetický specialista. Energetický specialista je fyzická osoba zapsaná do seznamu energetických specialistů vedeného Ministerstvem průmyslu a obchodu a upravuje jej ustanovení zákona č. 140/2021 Sb., o energetickém auditu.

## Kdy potřebujete energetický audit
Povinnost mít zpracovaný energetický audit mají:
- Fyzické a právnické osoby, které naplňují alespoň jednu z těchto podmínek: celkovou roční spotřebou energie 5 000 MWh (18 000 GJ), nebo mají nad 250 zaměstnanců, či přesahují obrat 1,3 miliardy Kč.
- Fyzické a právnické osoby s celkovou roční spotřebou energie 5 000 MWh dva kalendářní roky jdoucí po sobě, které nenaplňují výše zmíněné parametry.
- Organizační složky státu, krajů a obcí a příspěvkové organizace s celkovou roční spotřebou energie 1 500 GJ jdoucí dva kalendářní po sobě.

## Výjimky z povinnosti na energetický audit
Povinnost mít zpracovaný energetický audit neplatí pro:
- Fyzické a právnické osoby, jejichž energetické hospodářství má spotřebu energie nižší než 200 MWh ročně.
- Fyzické a právnické osoby, které mají pro své energetické hospodářství zavedený a akreditovanou osobou certifikovaný systém hospodaření s energií (ČSN EN ISO 50001 - Systém managementu hospodaření s energií), jehož rozsah odpovídá rozsahu energetického auditu.[1]

## Energetický audit obsahuje
Zhodnocení stávajícího stavu spotřeby energií a navržení opatření k jeho odstranění a obsahuje zejména tyto části:

### Identifikační údaje předmětu auditu
Jsou to informace, které jsou obsaženy v úvodu energetického auditu a zahrnují informace o zadavateli auditu, zpracovateli a co je předmětem energetického auditu.

### Popis výchozího stavu
Obsahuje informace o předmětu energetického auditu, energetických vstupech a výstupech vlastních energetických zdrojů a jejich rozvodech a také informace o významných spotřebičích energie.

### Zhodnocení výchozího stavu
Je výstupem vycházejícího z údajů získaných v popisu stávajícího stavu budovy. Pro zhodnocení výchozího stavu se sestavuje energetická bilance výchozího stavu.

### Návrh opatření ke snížení spotřeby energie
V této části energetického auditu jsou obsaženy zcela konkrétní opatření vedoucí k úsporám energie. Každé navržené opatření obsahuje informace o výši investičních a provozních nákladech a prosté návratnosti.

### Ekonomické vyhodnocení
Výstupem ekonomického vyhodnocení návratnosti navrhovaných opatření je prostá doba návratnosti investice DN = I0 / CF, kde I0 jsou investiční náklady a CF roční Cash Flow. Dále je to stanovení reálné doby návratnosti, čisté součtové hodnoty PNV a vnitřní výnosové procento IRR.

### Vyhodnocení z hlediska dopadu na životní prostředí
V této části energetického auditu se stanoví celkové snížení zátěže životního prostředí před a po navrhovaným opatřením a to pro každou z navržených variant. Hodnocení se zpracovává zejména pro tyto znečišťující látky: tuhé látky, SO2, NOx, Oxid uhelnatý, CxHy, oxid uhličitý.